# Prosta Cevy
Prosta Cevy (czewiana) – prosta przechodząca przez wierzchołek trójkąta i przecinająca prostą zawierającą przeciwległy do tego wierzchołka bok trójkąta.
Czewianami lub cevianami bywają nazywane także odpowiednie półproste i odcinki np. czewianą jest środkowa trójkąta (odcinek), lub dwusieczna kąta wewnętrznego (półprosta).
Przykładami prostych Cevy są środkowe, dwusieczne, symediany, wysokości.